# Tamsweg
Tamsweg ist eine Marktgemeinde im österreichischen Bundesland Salzburg mit 5784 Einwohnern (Stand 1. Jänner 2025).
Tamsweg ist Sitz der für den gesamten Lungau zuständigen Bezirkshauptmannschaft Tamsweg sowie des Bezirksgerichtes Tamsweg. Tamsweg ist österreichweit die einzige Standortgemeinde einer Bezirkshauptmannschaft, die nicht zur Stadt erhoben wurde, und mit 1022 m ü. A. die höchste Standortgemeinde Österreichs.

## Geografie
Tamsweg liegt am Berg Preber (2740 m ü. A.) im östlichen Lungauer Becken (auch Tamsweger Becken) in einem breiten Talkessel am Zusammenfluss von Mur, Lungauer Taurach und Leißnitzbach. Im Norden umrahmen die Niederen Tauern das Becken. Tamsweg grenzt im Osten an die Steiermark und wird hauptsächlich von dort erschlossen.
Drei Prozent der Gemeindefläche sind von Mooren bedeckt, die sich vor allem auf die mittelgebirgigen Schwarzenberg, Sauerfelder Wald und Überling verteilen und gemeinsam die größte Mooransammlung Österreichs bilden.

### Gemeindegliederung
Das Gemeindegebiet umfasst folgende acht Ortschaften (in Klammern Einwohnerzahl Stand 1. Jänner 2025):
- Haiden (242)
- Keusching (46)
- Lasaberg (164)
- Mörtelsdorf (941)
- Sauerfeld (456)
- Seetal (118)
- Tamsweg (3619)
- Wölting (198)

Die Gemeinde umfasst 117,38 km² und besteht aus den acht Katastralgemeinden Haiden, Keusching, Lasaberg, Mörtelsdorf, Sauerfeld, Seetal, Tamsweg und Wölting.

### Nachbargemeinden
An Tamsweg grenzen acht Gemeinden, vier davon liegen im Bezirk Murau (MU).
| Sankt Andrä im Lungau | Lessach                                     | Krakau (MU)                                           |
| Mariapfarr            | Kompassrose, die auf Nachbargemeinden zeigt | Ranten (MU)                                           |
| Unternberg            | Ramingstein                                 | Sankt Georgen am Kreischberg (MU) Stadl-Predlitz (MU) |

### Klima
|                        | Jan   | Feb  | Mär  | Apr  | Mai  | Jun  | Jul   | Aug   | Sep  | Okt  | Nov  | Dez  |   |       |
| Mittl. Temperatur (°C) | −6,1  | −3,8 | 0,8  | 4,8  | 9,9  | 13,0 | 15,1  | 14,5  | 10,8 | 5,8  | −0,4 | −4,6 | ⌀ | 5     |
| Mittl. Tagesmax. (°C)  | −0,4  | 3,0  | 7,6  | 11,5 | 16,9 | 19,9 | 22,4  | 22,1  | 18,6 | 13,2 | 5,2  | 0,2  | ⌀ | 11,7  |
| Mittl. Tagesmin. (°C)  | −10,3 | −8,7 | −3,9 | −0,2 | 3,9  | 7,1  | 9,2   | 9,0   | 5,6  | 1,2  | −4,1 | −8,3 | ⌀ | 0,1   |
|                        |       |      |      |      |      |      |       |       |      |      |      |      |   |       |
| Niederschlag (mm)      | 32,0  | 29,0 | 38,4 | 41,9 | 68,0 | 98,2 | 114,2 | 103,8 | 73,3 | 58,2 | 53,1 | 41,3 | Σ | 751,4 |
|                        |       |      |      |      |      |      |       |       |      |      |      |      |   |       |
| Regentage (d)          | 6,3   | 5,6  | 7,3  | 7,4  | 10,3 | 12,2 | 12,3  | 11,7  | 9,0  | 6,5  | 7,6  | 6,7  | Σ | 102,9 |

| −10,3 |

| −8,7 |

| −3,9 |

| −0,2 |

| 3,9 |

| 7,1 |

| 9,2 |

| 9,0 |

| 5,6 |

| 1,2 |

| −4,1 |

| −8,3 |

| −10,3 |

| −8,7 |

| −3,9 |

| −0,2 |

| 3,9 |

| 7,1 |

| 9,2 |

| 9,0 |

| 5,6 |

| 1,2 |

| −4,1 |

| −8,3 |

## Geschichte

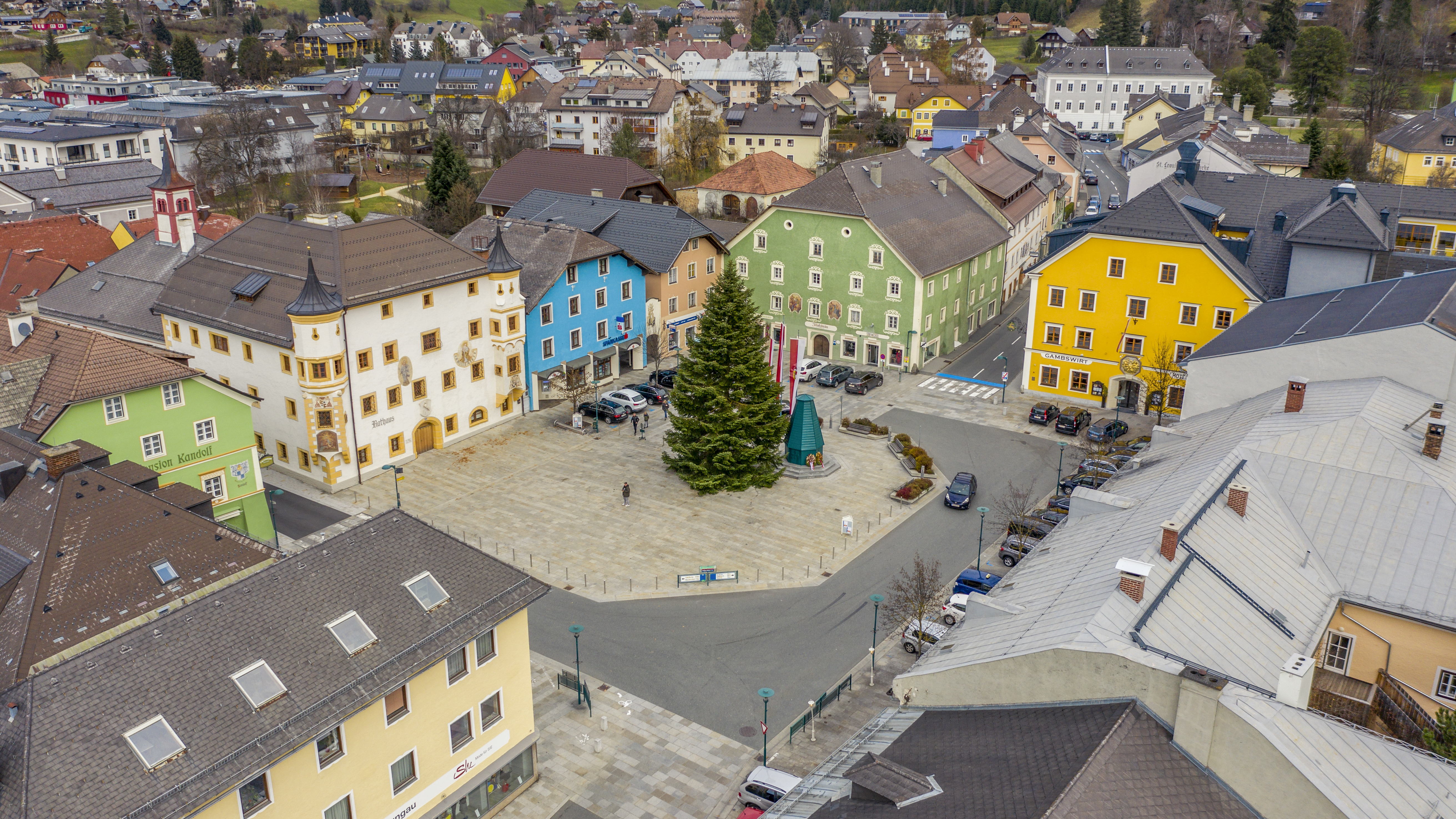
Marktplatz

Der Lungau wurde ab etwa 600 von Slawen und ab etwa 700 von Bajuwaren besiedelt. Der Name ist um etwa 1156 als Taemswich urkundlich erwähnt und könnte von einem Herrn Domes stammen, der sich um das Jahr 700 mit seiner Sippe hier niederließ. Damals übergab der Kärntner Adlige Eberhard von der Drau dem Salzburger Domkapitel ein Gut bei Tamsweg.
1246 kaufte Erzbischof Eberhard II. den lungauischen Besitz der Herren von Pettau und schenkte die Kirche und den halben Markt dem Domkapitel. Bereits damals dürfte Tamsweg eine eigene Pfarre gewesen sein. Eine Kirche ist erstmals 1231 urkundlich erwähnt, damals noch als Filialkirche von Mariapfarr.
Von 1428 bis 1433 wurde die Wallfahrtskirche St. Leonhard auf einer Anhöhe südlich des Ortes errichtet. Tamsweg wurde zu einem weit über die Grenzen Österreichs hinaus bekannten Wallfahrtsort und erfuhr einen bedeutenden wirtschaftlichen Aufschwung.
Im Juli 1478 streiften durch Kärnten vorstoßende Reitertrupps osmanischer Türken bis in den Lungau und vor Tamsweg, die St. Leonhardskirche wurde daraufhin mit einer Umfassungsmauer befestigt. Ein Rückschlag traf den Ort 1490, als Tamsweg im Laufe der Kriege Kaiser Friedrichs III. gegen den ungarischen König Matthias Corvinus, dessen Truppen sich in der befestigten St. Leonhardskirche festgesetzt hatten, von kaiserlichen Truppen gebrandschatzt und geplündert wurde. Auch die Reformation brachte einen Rückgang der Wallfahrten, die erst mit der Ansiedlung von Kapuzinern im Zuge der Gegenreformation 1644 einen neuen Aufschwung nahmen.
1571 wurde der Ort Residenz der Freiherrn von Kuenburg. Der Salzburger Erzbischof Georg von Kuenburg verlieh dem Ort 1587 ein Marktwappen. Das älteste nachweisbare Wochenmarktprivileg stammt bereits aus dem Jahr 1416; das Marktrecht dürfte aber schon auf die Zeit der Pettauer zurückgehen.
Ab etwa 1700 bildete reger Handel mit Salz und Eisen, was für mehr als 200 Jahre eine bedeutende Einnahmequelle der Tamsweger Bürgerschaft war.
1797 wurde Tamsweg im Ersten Koalitionskrieg von französischen Truppen besetzt und musste eine Brandschatzung von 4518 Gulden leisten. Außerdem wurden 222 Ochsen und größere Mengen von Lebens- und Futtermitteln requiriert.
Nach dem Frieden von Lunéville kam das bisherige Erzbistum Salzburg als Kronland und damit auch Tamsweg an Österreich. Das 19. Jahrhundert brachte für die Region einen Abstieg in Bedeutungslosigkeit, der mit Bevölkerungsrückgang, Armut und Entwicklungsdefiziten einherging.
Erst um die Jahrhundertwende zum 20. Jahrhundert erfuhr die Region wieder einen Aufschwung, so wurde 1894 die Murtalbahn eröffnet, 1897 ein Elektrizitätswerk und eine Wasserleitung erbaut und 1908 folgte die Eröffnung des Krankenhauses.
1936 wurden sechs umliegende Landgemeinden eingemeindet und das Gemeindegebiet auf die heutige Fläche vergrößert.

## Bevölkerung

### Religionen
Von den Einwohnern gehört die überwiegende Mehrzahl (88,2 %) der römisch-katholischen Konfession an. Zweitgrößte Glaubensgemeinschaft ist der Islam, zu dem sich 3,4 % bekennen. Evangelisch sind 1,3 % der Einwohner. 6,0 % der Einwohner sind ohne religiöses Bekenntnis.
Bischof Johann Ebser von Chiemsee weihte am 20. September 1433 die neue Kirche. Neben Mariazell und St. Wolfgang zählte die besonders schön gelegene Wallfahrtskirche St. Leonhard ob Tamsweg im Spätmittelalter zu den meistbesuchten Wallfahrtsorten auf dem heutigen österreichischen Staatsgebiet.

## Kultur und Sehenswürdigkeiten
- Burgruine Schlossberg
- Burgruine Klausegg
- Schloss Kuenburg
- Wallfahrtskirche Hl. Leonhard ob Tamsweg
- Dekanatspfarrkirche Tamsweg hl. Jakobus der Ältere
- Pfarrkirche Seetal
- Preberseeschießen jährlich im August
- Der Verein Vereinigte zu Tamsweg, eine von Handwerkern 1738 gegründete Begräbnisbruderschaft im regionalen Umfeld von Tamsweg, wurde 2010 als Immaterielles Welterbe, wie es die UNESCO deklariert, in die Österreichliste (Nationales Kulturgut) aufgenommen. Sie begleiten Begräbnisse, nehmen an kirchlichen Prozessionen teil und halten jährlich zwischen 1. Jänner und dem Samstag nach Aschermittwoch die Vereinigtenoktav (eine Festwoche) ab.[5]

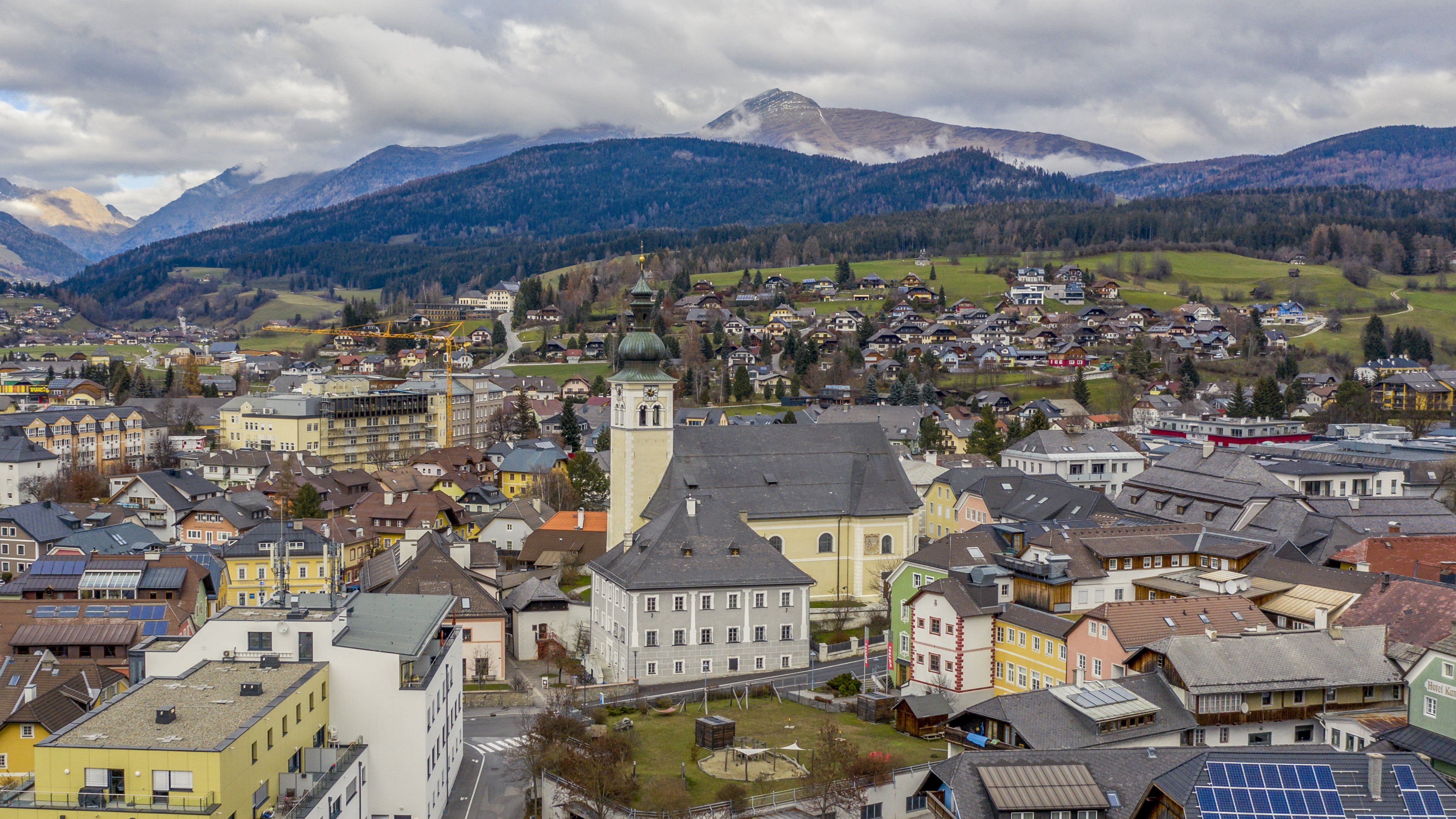
Dekanatspfarrkirche Tamsweg
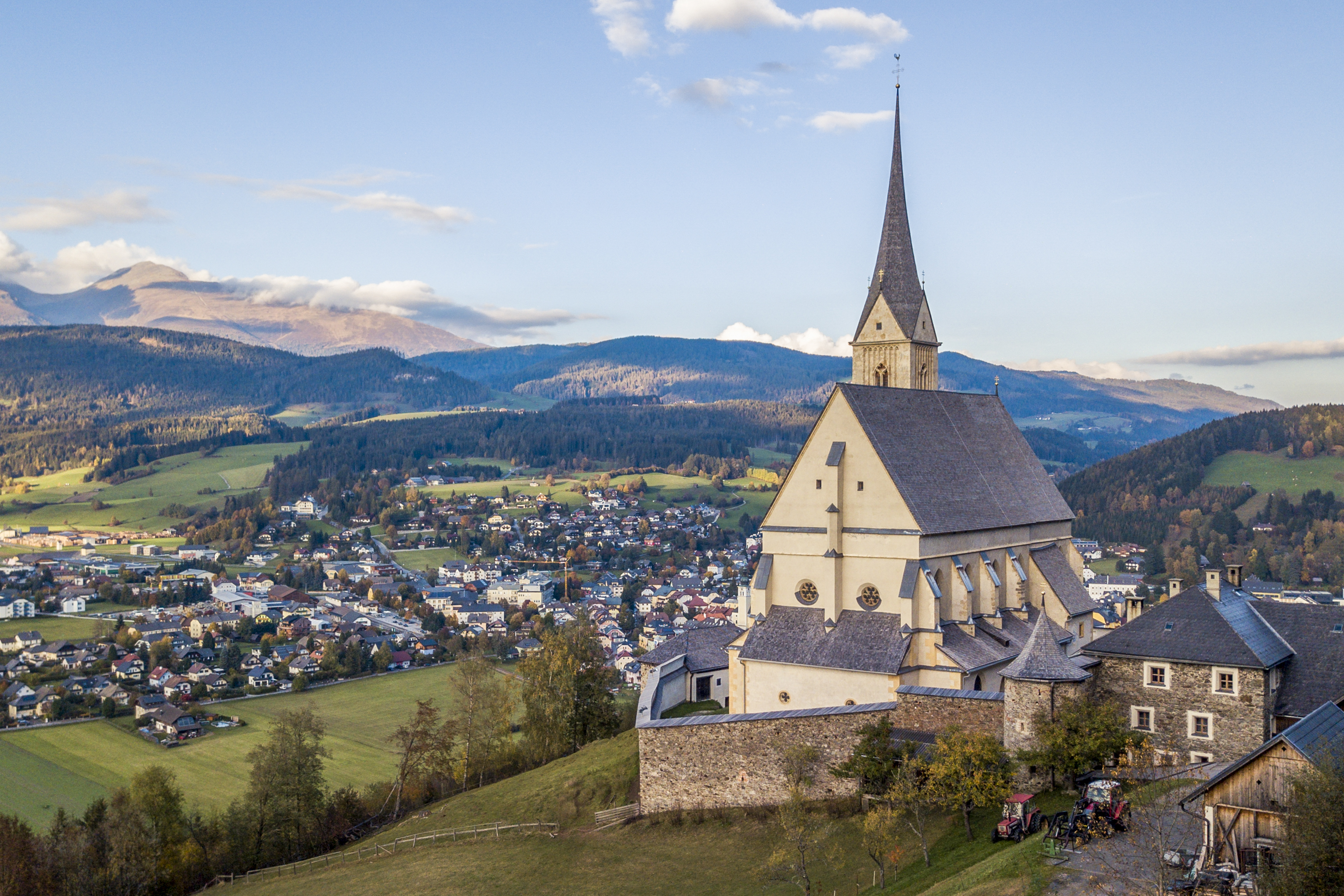
St. Leonhard ob Tamsweg
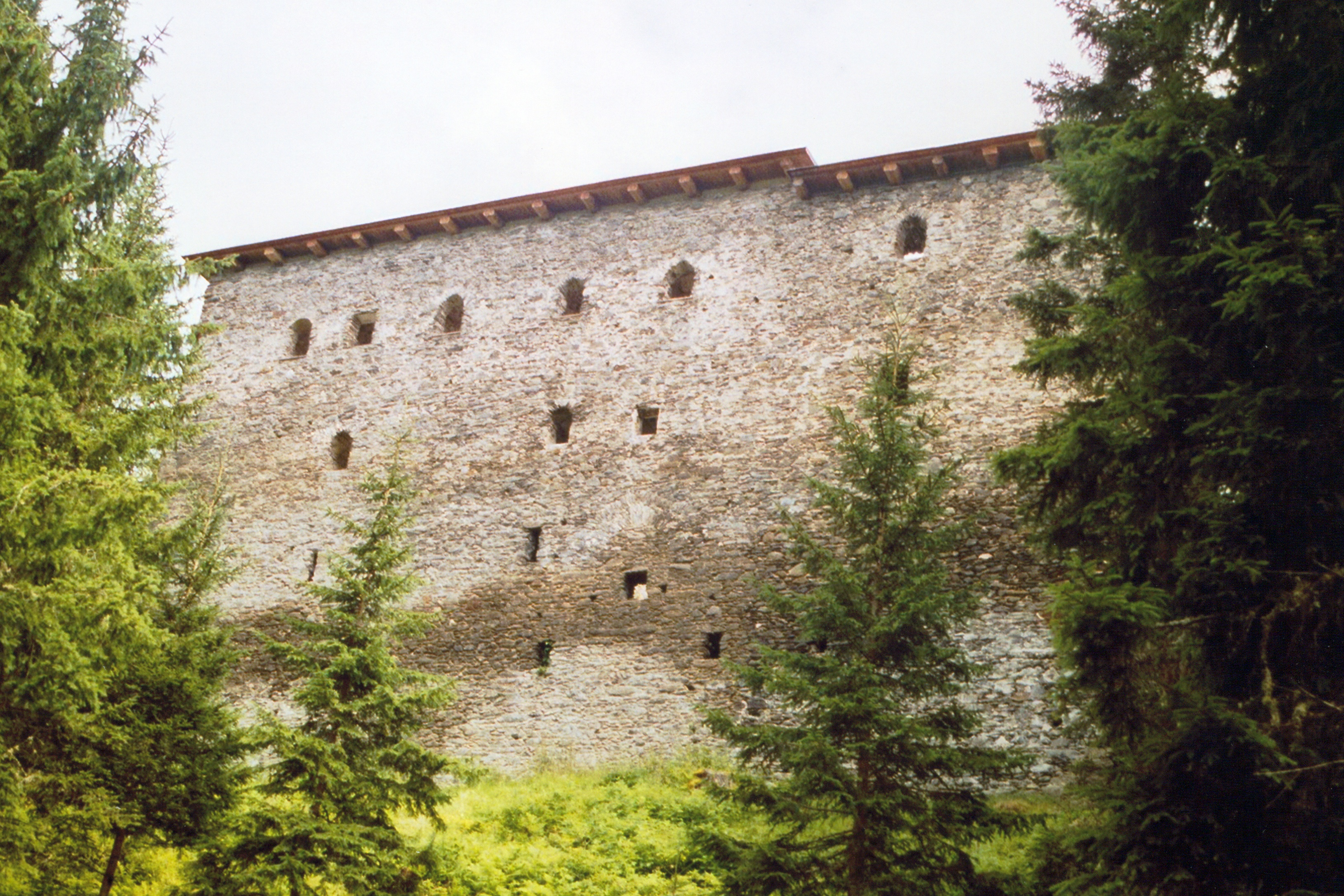
Burgruine Klausegg
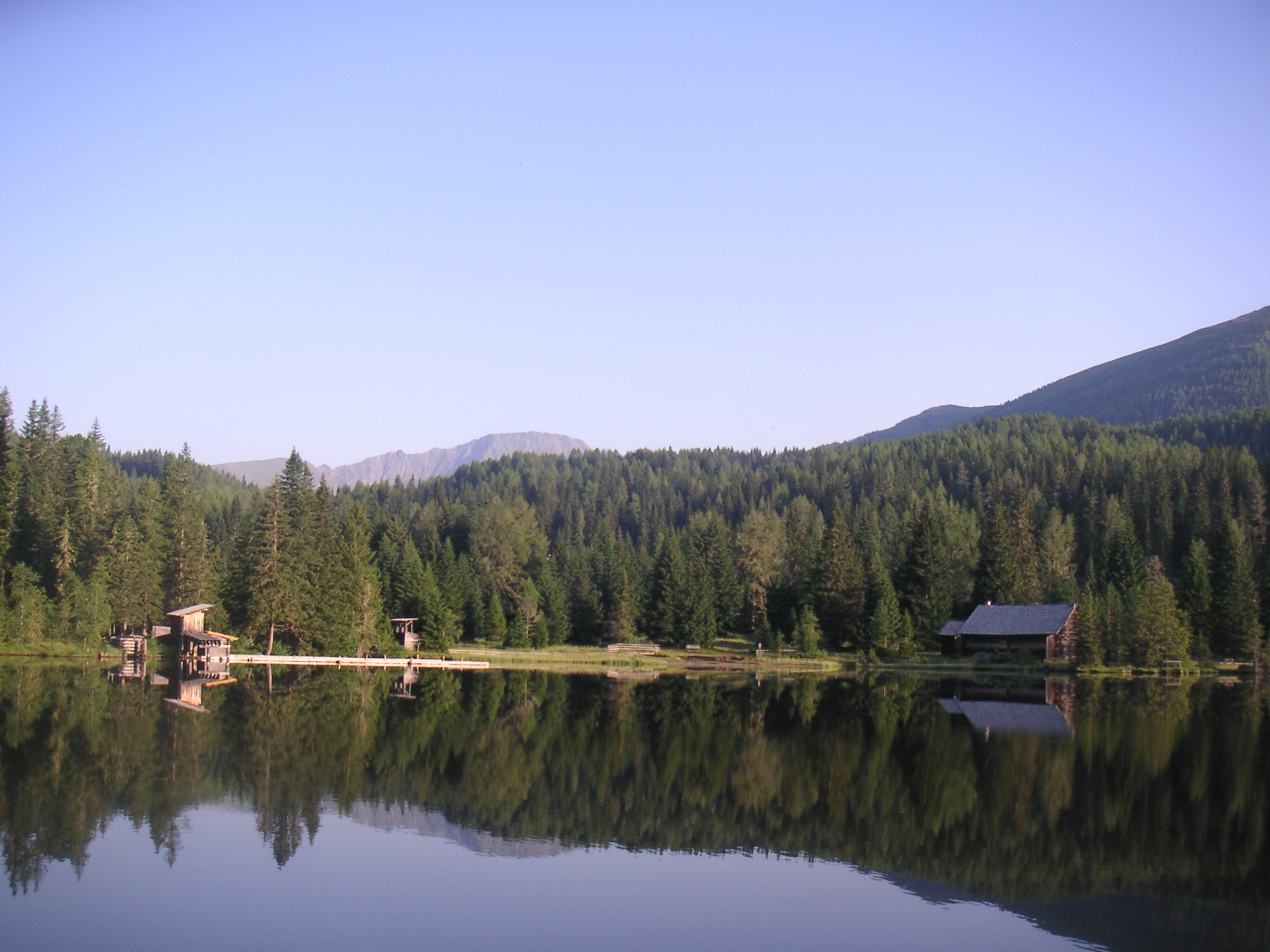
Prebersee
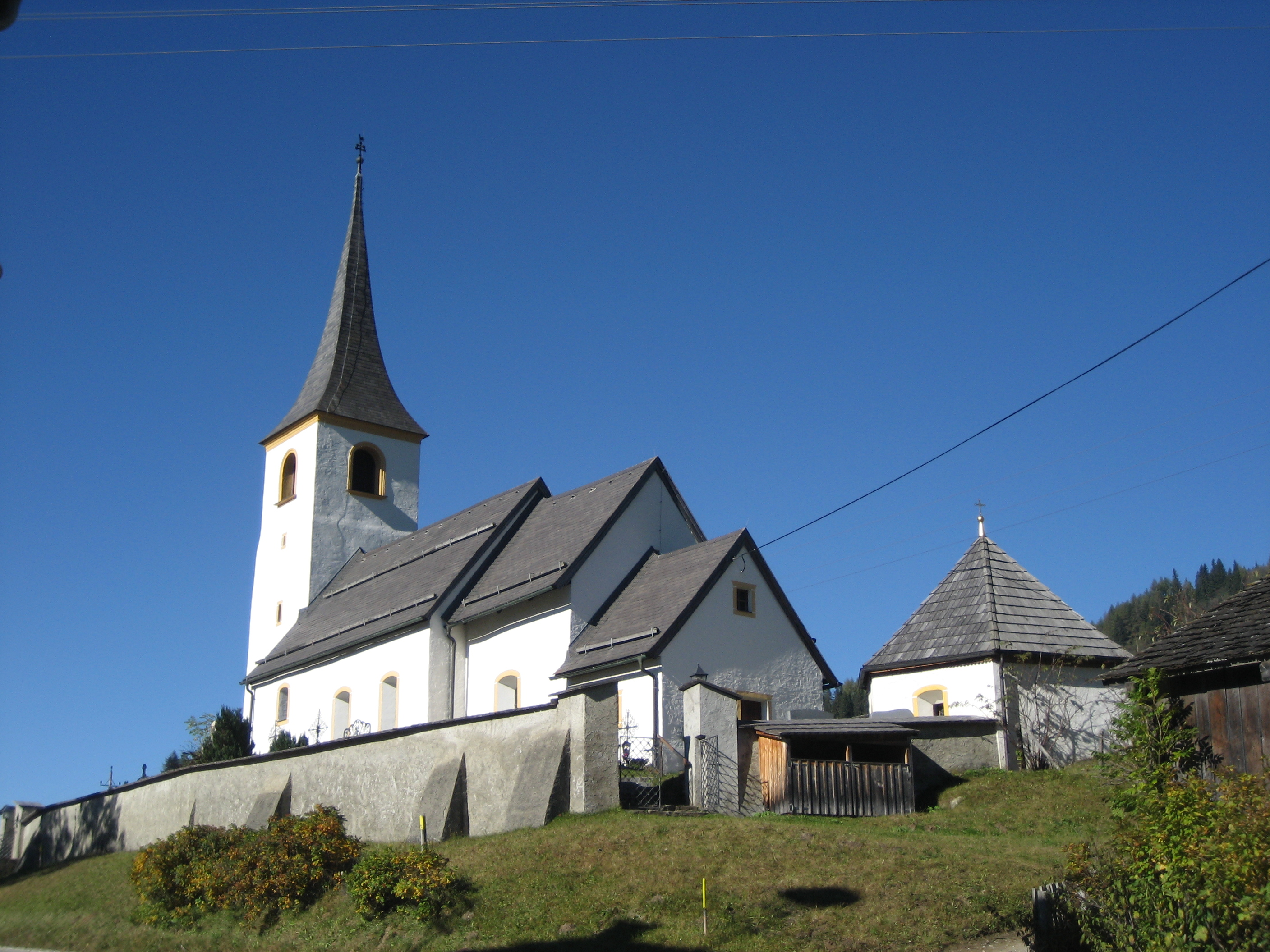
Pfarrkirche Seetal
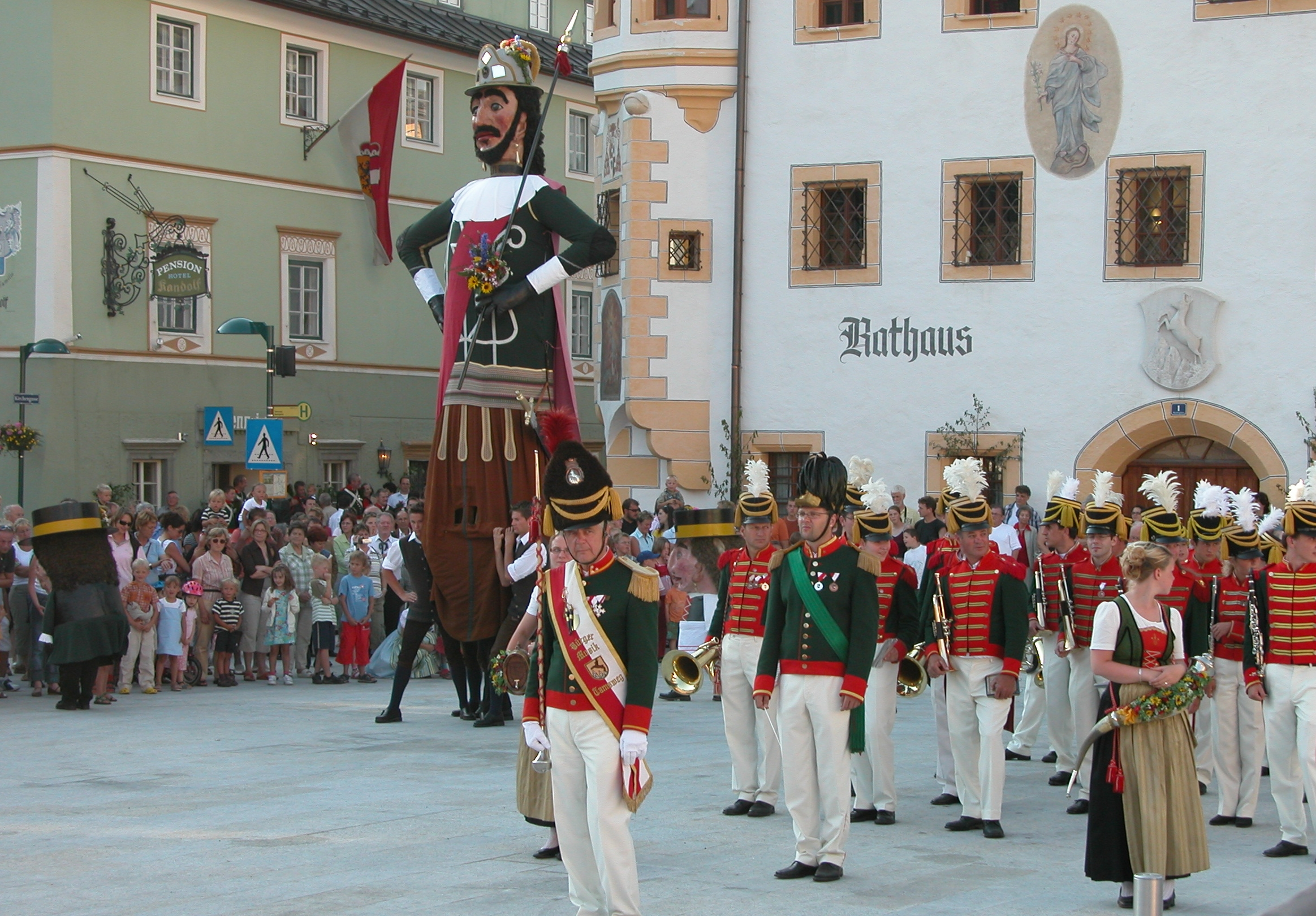
Samsonumzug – Station vor dem Rathaus
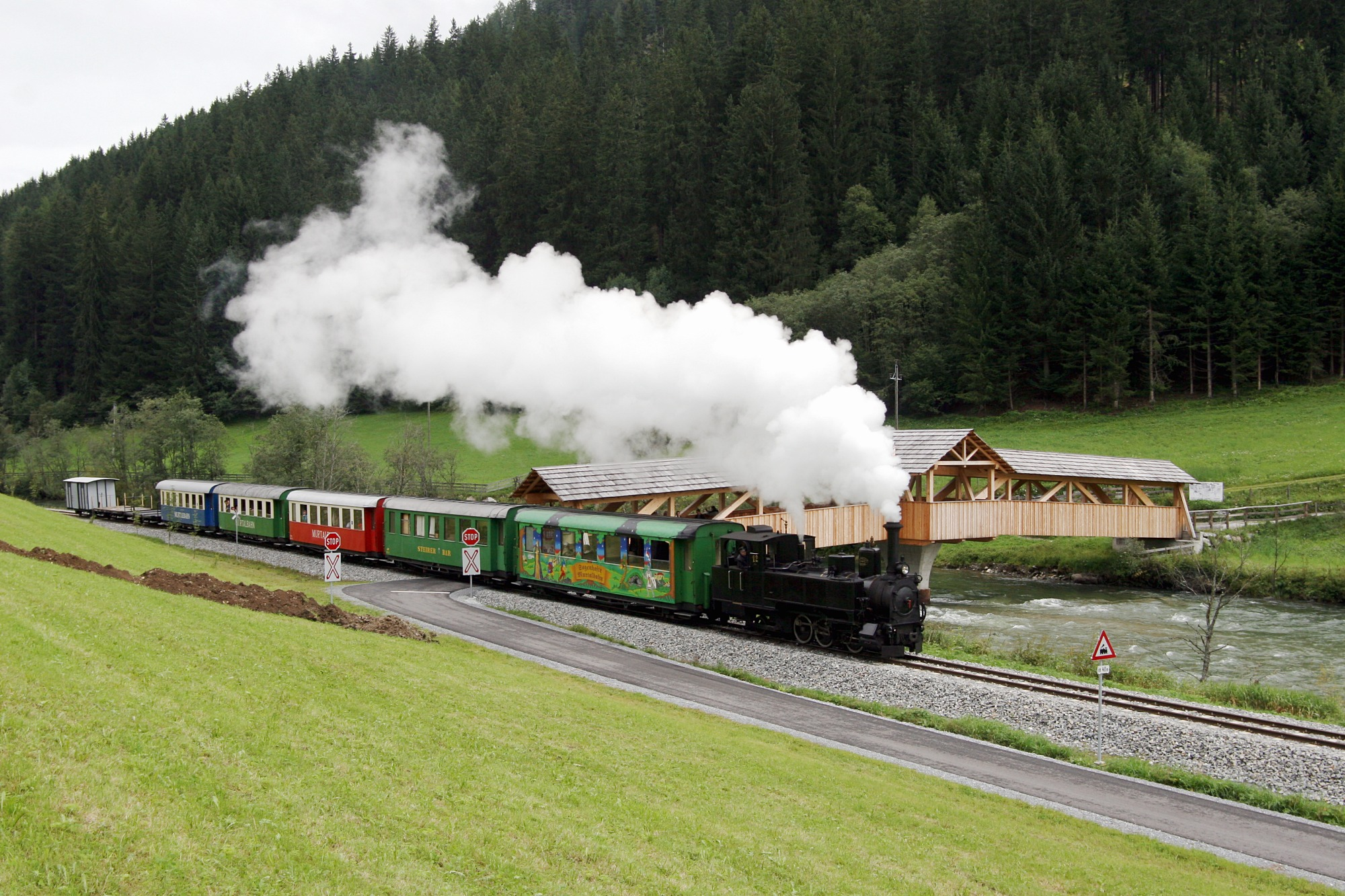
Dampfsonderzug der Murtalbahn zwischen Madling und Tamsweg

## Wirtschaft und Infrastruktur

### Unternehmen
Mit rund 450 Handels- und Gewerbetreibenden (Stand: 2021) gilt Tamsweg als das Wirtschaftszentrum des Lungaues.

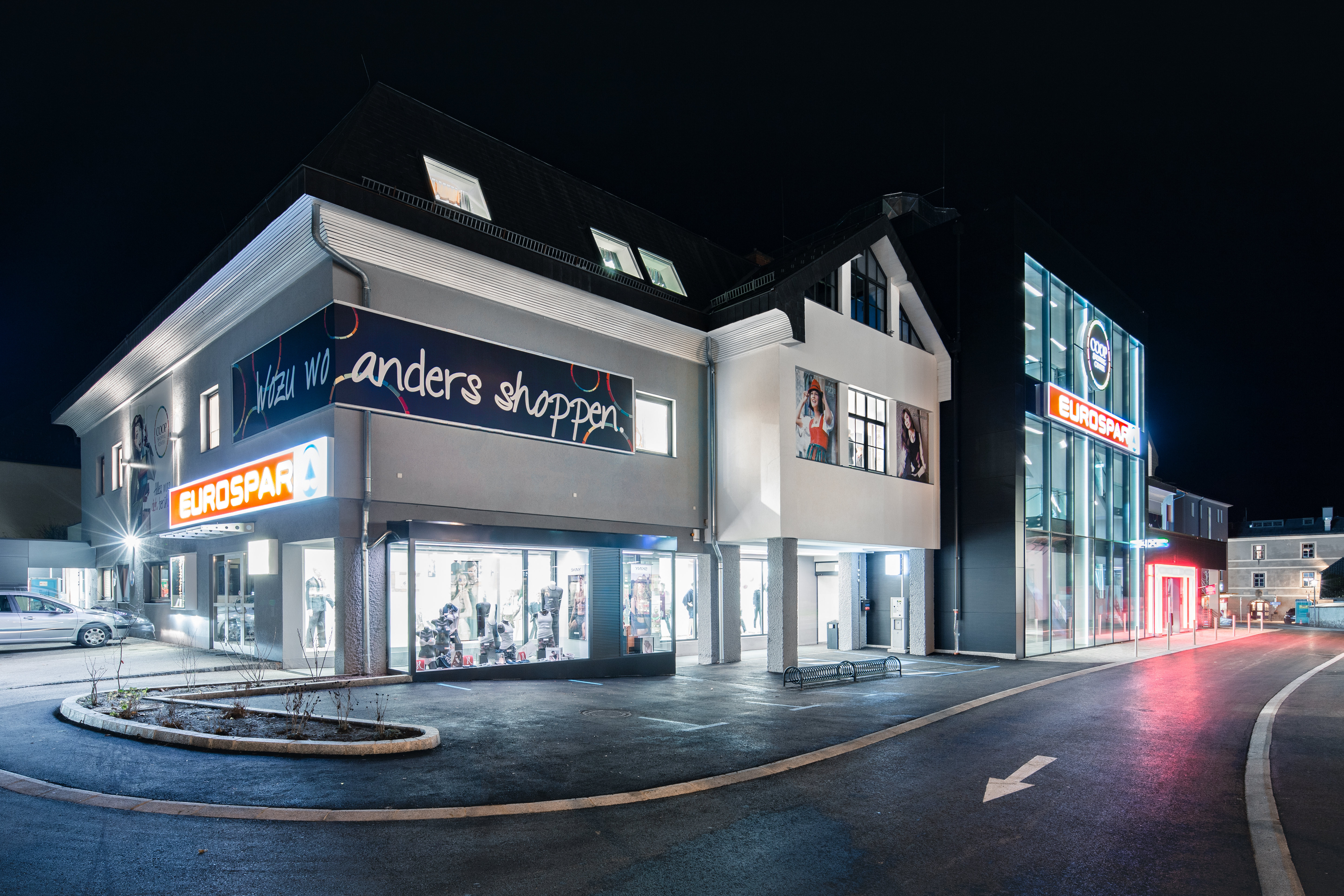

Das Einkaufszentrum Coop Shopping Center (kurz CSC) ist das größte Handelsunternehmen im Lungau mit einer Verkaufsfläche von 3600 m². Als Ergänzung des Branchenmix im Kern des Hauptortes, öffnete das City Shopping Center im Dezember 2013 seine Pforten. 2018 wurde das Geschäftsgebäude des CSC umfassend saniert und modernisiert. Es beherbergt seitdem einen der modernsten Eurospar Märkte Österreichs. Zusätzlich zum City Center Tamsweg betreibt die Genossenschaft Wirtschaftsverein Tamsweg eGen, die hinter dem CSC steht, noch 4 weitere Lebensmittelmärkte im Lungau und der angrenzenden Steiermark, sowie eine Shell-Tankstelle.
Der Familienbetrieb Ferner Wolle wurde 1906 gegründet und ist Österreichs einzige Wollgarnspinnerei, die auch Handstrickgarn herstellt.
Das 1949 gegründete Familienunternehmen Ehrenreich BaugmbH (Bau- und Zimmermeister, Baumarkt und Baustoffhandel) zählt mit rund 170 Mitarbeitern zu den großen privaten Bauunternehmen im Land Salzburg und zu einem der größten Arbeitgeber im Bezirk.
Als Ansprechpartner zu wirtschaftlichen Belangen und zur betriebliche Vielfalt des Bezirksortes Tamsweg dient die Regionalstelle Lungau der Wirtschaftskammer Österreich.

### Verkehr
Tamsweg ist von Osten her durch das Murtal über die Turracher Straße B 95 und die Murtalbahn und über Krakaudorf über die Murtal Straße B 96 erreichbar.
Die B 95 führt von Tamsweg weiter nach Westen nach Mauterndorf, wo sie in der Katschberg Straße B 99 eine Fortsetzung über den Radstädter Tauernpass nach Radstadt hat.
Die B 96 führt durch das Murtal nach St. Michael im Lungau, wo sie ebenfalls in die B 99 über den Katschberg nach Spittal an der Drau mündet. In St. Michael im Lungau besteht auch Anschluss an die Tauernautobahn A 10.
Tamsweg liegt an der schmalspurigen Murtalbahn und ist Endhaltestelle der von Unzmarkt kommenden Personenzüge. Die weitere Strecke nach Mauterndorf wird und nur abschnittsweise und privat betrieben.

### Öffentliche Einrichtungen
Tamsweg ist Bezirkshauptort und damit Sitz einer Reihe von Ämtern und Behörden, wie der Bezirkshauptmannschaft, der Arbeiterkammer, der Bezirksbauernkammer. In Tamsweg befindet sich auch ein Bezirksgericht sowie zwei Volksschulen, eine Mittelschule, ein Bundesgymnasium, eine Handelsakademie und eine Handelsschule für Informationstechnik, sowie eine Landwirtschaftsschule.

### Gemeinnützige Einrichtungen
Die Marktgemeinde Tamsweg ist Standort eines regionalen Zentrums der Caritas Salzburg.
Das Sozialzentrum Lungau, im Q4 am Postplatz, ist eine Bürogemeinschaft aus mehr als 20 sozialen Einrichtungen.

## Bildung
- Volksschulen in Tamsweg und Seetal
- Mittelschule
- Höherbildende Schulen:
  - Bundesgymnasium
  - Bundeshandelsakademie
  - Bundeshandelsschule für Informationstechnik
- Landwirtschaftsschule
- Landesberufsschule
- Polytechnische Schule
- Sonderschule

## Ämter
- Bezirkshauptmannschaft
- Bezirksgericht
- Finanzamt
- Bezirkspolizeikommando und Polizeiinspektion
- Postamt
- Arbeitsmarktservice
- Strucker-Kaserne des österreichischen Bundesheeres (1. Kompanie des JgB 8)

## Gesundheits- und Pflegeeinrichtungen
- Öffentliches Krankenhaus
- Seniorenwohnheim

## Politik

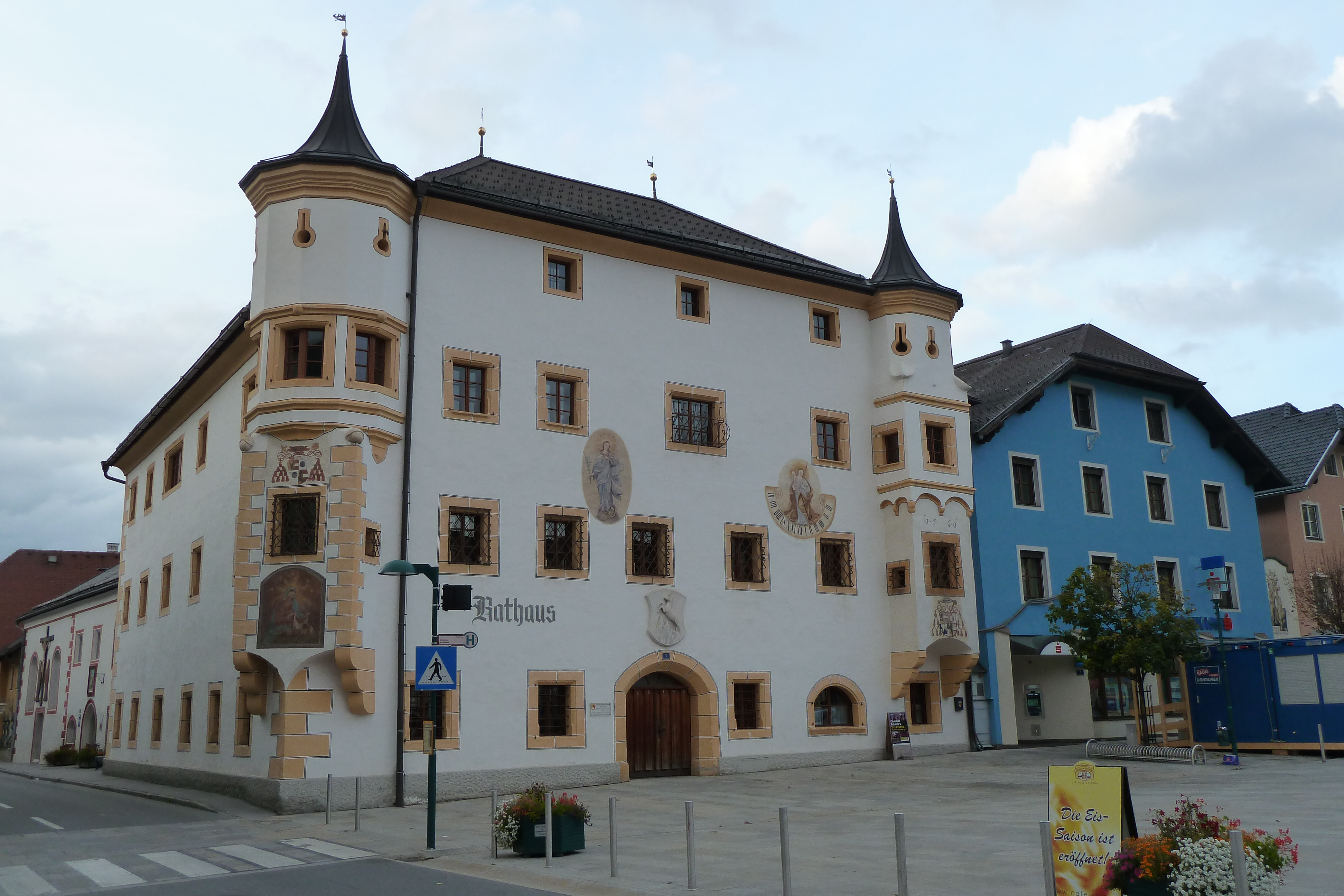
Rathaus der Gemeinde

### Gemeinderat
| Gemeinderatswahl 2024Wahlbeteiligung: 72,9 % 6050403020100 52,4 % (−7,3 %p)29,6 % (+9,8 %p)18,1 % (−2,5 %p) ÖVPFPÖSPÖ20192024 |

Die Gemeindevertretung hat insgesamt 25 Mitglieder.
- Mit den Gemeindevertretungs- und Bürgermeisterwahlen in Salzburg 2004 hatte die Gemeindevertretung folgende Verteilung: 15 ÖVP, 8 SPÖ, und 4 FPÖ.
- Mit den Gemeindevertretungs- und Bürgermeisterwahlen in Salzburg 2009 hatte die Gemeindevertretung folgende Verteilung: 12 ÖVP, 7 SPÖ, 4 FPÖ, und 2 GRÜNE.
- Mit den Gemeindevertretungs- und Bürgermeisterwahlen in Salzburg 2014 hatte die Gemeindevertretung folgende Verteilung: 16 ÖVP, 4 FPÖ, 3 SPÖ, und 2 GRÜNE.
- Mit den Gemeindevertretungs- und Bürgermeisterwahlen in Salzburg 2019 hatte die Gemeindevertretung folgende Verteilung: 15 ÖVP, 5 FPÖ, und 5 SPÖ.
- Mit den Gemeindevertretungs- und Bürgermeisterwahlen in Salzburg 2024 hat die Gemeindevertretung folgende Verteilung: 14 ÖVP, 7 FPÖ und 4 SPÖ.[10]

### Bürgermeister
- 1949–1977 Johann Hagenauer (ÖVP)
- 1977–1987 Josef Ehrenreich (ÖVP)[11]
- 1987–2003 Hans Rauscher (ÖVP)[12]
- 2003–2012 Alois Lankmayer (ÖVP)[13]
- 2012–2023 Georg Gappmayer (ÖVP)[14]
- seit 2023: Wolfgang Pfeifenberger (ÖVP)[15]

Nach der Ankündigung von Georg Gappmayer, sein Amt als Bürgermeister von Tamsweg aus privaten Gründen zurückzulegen, wurde Wolfgang Pfeifenberger als sein Nachfolger designiert, die Übergabe soll im September 2023 erfolgen.

### Wappen
Im Wappenbrief von 1587 wird das Wappen wie folgt beschrieben:

„Ainen Goldfarben oder gelben Schildt, und zu underist desselben drey spitzige Felsen, deren ainer höher als der ander, und in den Goldfarben oder gelben Feld ain Gämbß, mit den vordern Leuffen gerad yber sich gegen der rechten seiten springent, und mit den hindern auf dem nideristen Felsen steent (…).“
Blasonierung: „Im goldenen Schild drei spitzige, naturfarbige, von links nach rechts ansteigende Felsen nebeneinander. Von der linken Felsspitze springt eine Gämse über die beiden anderen Felsspitzen hinweg.“

## Persönlichkeiten
- Peter Arzt-Grabner (* 1959), Theologe
- Stefan Berger (* 1986), Politiker, Abgeordneter zum Wiener Landtag
- Jogl Brunner (* 1958), Sänger, Musiker, Komponist und Musikproduzent
- Eduard Egger (* 1957), Politiker, Abgeordneter zum Salzburger Landtag
- Franz Eßl (* 1957), Bauer und Politiker
- Reinhold Esterbauer (* 1963), römisch-katholischer Theologe
- Michael Esterl (* 1977), Manager
- Rafael Fingerlos (* 1986), Sänger
- Christian Gäbler (* 1964), Mediziner
- Lisa Grill (* 2000), Skirennläuferin
- Elisabeth Grübl (* 1961), Künstlerin
- Manfred Grübl (* 1965), Künstler
- Adolf Ritter von Guttenberg (1839–1917), Professor für Forstwirtschaft
- Emil Ritter von Guttenberg (1841–1941), Marschallleutnant und Eisenbahnminister
- Wolfgang Hager (* 1962), Politiker (SPÖ), Schriftsteller und Herausgeber
- Valentin Hatheyer (1867–1957), kathol. Priester und Heimatforscher
- Dietbert Kowarik (* 1974), Politiker
- Die Malerfamilie Lederwasch war in Tamsweg ansässig
- Sandro Lindschinger (* 1985), Fußballspieler
- Gerwald Mandl (* 1940), österreichischer Hochschullehrer und Ökonom
- Günther Matzinger (* 1987), Sprinter und Mittelstreckenläufer
- Eva Moser (1982–2019), Schachspielerin
- Florian Pagitsch (1959–2023), Organist und Musikpädagoge
- Helmut Pertl (* 1969), Musiker und Komponist
- Benedict Pettschacher (1634–1701), Benediktiner, Rektor der Universität Salzburg
- Stefan Petzner (* 1981), Politiker (BZÖ), Buchautor und PR-Berater
- Philipp Pöllitzer (* 1940 in Mörtelsdorf), katholischer Ordensgeistlicher, emeritierter Bischof von Keetmanshoop in Namibia
- Max Prodinger (* 1976), Tenor
- Walter Riss (1931–2001), Schauspieler
- Franz Ruf (* 1968), Polizist
- Alfons Schröcker (* 1941), Politiker (SPÖ) und Arbeiterkammersekretär
- Ramona Siebenhofer (* 1991), Skirennläuferin
- Leonhard Steinwender (1889–1961), Priester und Widerstandskämpfer gegen den Nationalsozialismus
- Ingrid Stöckl (* 1969), Skirennläuferin
- Franz Zaunschirm (* 1953), Hochschullehrer, Musiker und Komponist